# Берлезе, Августо Наполеоне
Августо Наполеоне Берлезе (итал. Augusto Napoleone Berlese; 1864—1903) — итальянский ботаник, миколог и фитопатолог.

## Биография
Августо Наполеоне Берлезе родился 21 октября 1864 года в итальянском городе Падуя. Учился в Падуанском университете, в 1885 году закончил его. В том же году он стал работать в Ботаническом институте, продолжил учиться ботанике и микологии у Пьера Андреа Саккардо. Берлезе принимал участие в обработке слизевиков и зигомицетов (совместно с Джованни де Тони) для работы Саккардо Sylloge Fungorum. В 1889 году Берлезе стал профессором естественных наук, а также лектором по микологии и фитопатологии в лицее в Асколи-Пичено. В 1892 году он был назначен профессором энологии в Авеллино. В том же году Августо и его брат, энтомолог, Антонио, основали журнал Rivista di patologia vegetale. В 1895 году Августо Наполеоне стал профессором ботаники и зоологии Камеринского университета. В 1899 году он стал профессором Сассарского университета. С 1901 года он преподавал в Сельскохозяйственном училище в Милане. Августо Берлезе скончался 26 января 1903 года в Милане.

## Некоторые научные работы А. Н. Берлезе
- Berlese, A.N. (1885). Fungi Moricolae, Iconografia e Descrizione dei Funghi Parassiti del Gelso Fasc. 1. Padova.
- Berlese, A.N. (1888). Le nouveau genre Peltosphaeria. Revue Mycologique Toulouse 10 (1): 17-18.
- Berlese, A.N. (1889). Excursion mycologique dans le Frioul. Bulletin de la Société Mycologique de France 5: 36-59, 1 plate.
- Berlese, A.N. (1899). Icones Fungorum omnium hucusque cognitorum ad usum Sylloges Saccardianae adcommodatae 2: 113—216 [plates 144—178]. Avellino; E. Pergola.
- Berlese, A.N.; Bresadola, G. (1889). Micromycetes Tridentini. Contribuzione allo studio dei funghi microscopici del Trentino. Annuario delle Soc. degli Alpinisti Tridentini 14: 1-103, tab.
- Berlese, A.N.; De-Toni, J.B.; Fischer, E. (1888). Sylloge Fungorum 7 (1): 1-498.
- Berlese, A.N.; Saccardo, F.; Roumeguère, C. (1889). Contributiones ad floram mycologicam lusitaniae. II. Fungi lusitanici a cl. Moller lecti. Revue Mycologique Toulouse 11: 117—124.
- Berlese, A.N.; Voglino, P. (1886). Funghi anconitani. Contribuzione alla flora micologia Italiana. Atti della Soc. Veneto-Trentina Sc. Nat. 10: 209-[?].
- Berlese, A.N.; Voglino, P. (1886). Sylloge Fungorum Omnium hucusque Cognitorum Digessit P.A. Saccardo. Additamenta ad Volumina I—IV. 1-484. Padua; Berlese & Voglino.
- Saccardo, P.A.; Berlese, A.N. (1885). Miscellanea mycologica. Ser. II. Atti dei Istituto Veneto di Scienze, Lettere ed Arti Ser. 6 3: 711—742.
- Saccardo, P.A.; Berlese, A.N. (1885). Fungi Australienses. Revue Mycologique Toulouse 7: 92-98.
- Saccardo, P.A.; Berlese, A.N. (1885). Fungi Brasilienses a cl. B. Balansa lecti (3). Revue Mycologique Toulouse 7: 155—158, 1 plate.

## Организмы, названные в честь А. Н. Берлезе
- Berlesiella Sacc., 1888
- Anthostoma berlesii Sacc. & P.Syd., 1899, nom. nov.
- Aposphaeria berlesii Sacc. & Trotter, 1910, nom. nov.
- Cortinarius berlesianus Sacc. & Cub., 1887
- Diaporthe berlesiana Sacc. & Roum., 1883
- Diplodina berlesiana Sacc. & Traverso, 1903
- Jattaea berlesiana Sacc. & Traverso, 1903
- Leptosphaeria berlesei M.J.Larsen & Munk, 1952 [syn.  Phaeosphaeria berlesei (M.J.Larsen & Munk) Hedjar., 1969]
- Phyllosticta berlesiana Allesch., 1898, nom. nov.
- Phyllosticta berlesiana Sacc., 1907, nom. illeg.
- Pleospora berlesii Oudem., 1897
- Rhabdospora berlesii Sacc. & P.Syd., 1899, nom. nov.
- Rhachomyces berlesianus Bacc., 1904
- Sphaerella berlesiana Traverso, 1913, nom. nov.
- Sporocybe berlesiana Sacc. & Roum., 1884
- Stemphylium berlesii Oudem., 1902